# Nyandeni Local Municipality
Nyandeni (englisch Nyandeni Local Municipality) ist eine Lokalgemeinde im Distrikt OR Tambo der südafrikanischen Provinz Ostkap in Südafrika. Sitz der Gemeindeverwaltung befindet sich in Libode. Bürgermeister ist Mesuli Ngqodwana.
Der Gemeindename ist eine Ableitung vom Wort inyanda aus der isiXhosa-Sprache, das ein Bündel Feuerholz bezeichnet, welches von den Frauen auf ihren Köpfen getragen wird.

## Städte und Orte
- Chophetyeni
- Gxulu
- KuMandeni
- KwaZulu
- Libode
- Mampondomiseni
- Mangwaneni
- Marubeni
- Mbangisweni
- Mdeni
- Mdlankomo
- Mhlanganisweni
- Mpangeni
- Ngolo
- Ngqeleni
- Ngxokweni
- Rainy
- Sibangweni
- Sundwane
- Zandukwana
- Zibungu

## Bevölkerung
Im Jahr 2011 hatte die Gemeinde 290.390 Einwohner. Davon waren 99,4 % schwarz. Erstsprache war zu 94,7 % isiXhosa und zu 2 % Englisch.

## Sehenswürdigkeiten
- Ngqongwendi Double Falls
- Hluleka Nature Reserve[5]